# اسبيتاك
اسبيتاك (بالإنجليزية: Spitak)‏ هي municipality of Armenia تقع في أرمينيا في محافظة لوري. يقدر عدد سكانها بـ 15,100 نسمة ومساحتها 5.6 كم2 وترتفع عن سطح البحر 1,250 متر.